# Hrabstwo St. Louis (Missouri)
Hrabstwo St. Louis (ang. St. Louis County) – hrabstwo we wschodniej części stanu Missouri w Stanach Zjednoczonych. Obszar całkowity hrabstwa obejmuje powierzchnię 523,69 mil2 (1 356 km²). Według danych z 2010 r. hrabstwo miało 998 954 mieszkańców. Hrabstwo powstało w 1812 roku i nosi imię Ludwika IX – króla Francji, powszechnie zwanego przez francuskich kolonistów Luizjany jako Saint Louis.

## Sąsiednie hrabstwa
- Hrabstwo Madison (Illinois) (północny zachód)
- Hrabstwo St. Clair (Illinois) (południowy wschód)
- Hrabstwo Monroe (Illinois) (południowy wschód)
- Hrabstwo Jefferson (południe)
- Hrabstwo Franklin (południowy zachód)
- Hrabstwo St. Charles (północny zachód)

## Miasta i miejscowości
- Ballwin
- Bella Villa
- Bellefontaine Neighbors
- Berkeley
- Beverly Hills
- Black Jack
- Breckenridge Hills
- Brentwood
- Bridgeton
- Calverton Park
- Charlack
- Chesterfield
- Clarkson Valley
- Clayton
- Cool Valley
- Country Club Hills
- Crestwood
- Creve Coeur
- Crystal Lake Park
- Dellwood
- Des Peres
- Edmundson
- Ellisville
- Fenton
- Ferguson
- Flordell Hills
- Florissant
- Frontenac
- Glendale
- Greendale
- Green Park
- Hazelwood
- Huntleigh
- Jennings
- Kinloch
- Kirkwood
- Ladue
- Lakeshire
- Manchester
- Maplewood
- Maryland Heights
- Moline Acres
- Normandy
- Northwoods
- Oakland
- Olivette
- Overland
- Pacific
- Pagedale
- Pasadena Hills
- Pine Lawn
- Richmond Heights
- Rock Hill
- Shrewsbury
- St. Ann
- St. George
- St. John
- Sunset Hills
- Town and Country
- University City
- Valley Park
- Velda City
- Vinita Park
- Warson Woods
- Webster Groves
- Wellston
- Wildwood
- Winchester
- Woodson Terrace

## CDP
- Affton
- Castle Point
- Concord
- Glasgow Village
- Lemay
- Mehlville
- Oakville
- Old Jamestown
- Sappington
- Spanish Lake

## Wsie
- Bellerive Acres
- Bel-Nor
- Bel-Ridge
- Champ
- Country Life Acres
- Glen Echo Park
- Grantwood Village
- Hanley Hills
- Hillsdale
- Mackenzie
- Marlborough
- Norwood Court
- Pasadena Park
- Riverview
- Sycamore Hills
- Twin Oaks
- Uplands Park
- Velda Village Hills
- Vinita Terrace
- Westwood
- Wilbur Park